# Bibloplectus osage
Bibloplectus osage är en skalbaggsart som beskrevs av Chandler 1990. Bibloplectus osage ingår i släktet Bibloplectus och familjen kortvingar. Inga underarter finns listade i Catalogue of Life.